# Орхув-Весулка
Орхув-Весулка (пол. Orchów-Wesółka) — село в Польщі, у гміні Ласьк Ласького повіту Лодзинського воєводства.
У 1975-1998 роках село належало до Серадзького воєводства.